# Ted White (scrittore)
Ted White (Washington, 4 febbraio 1938) è uno scrittore di fantascienza, editore e critico musicale statunitense.
Ted White, il cui nome all'anagrafe è Theodore Edwin White, è noto nel settore della fantascienza non solo come autore, ma anche in campo editoriale per aver diretto importanti riviste fantascientifiche e per aver collaborato con un gran numero di fanzine. Poliedrica personalità, è noto nel mondo della musica come critico sotto lo pseudonimo di Dr. Progresso.

## Biografia
Ted si avvicina alla fantascienza già all'età di dieci o undici anni, leggendo più volte tutti i libri del genere disponibili nella biblioteca della piccola località di Falls Church (Virginia). All'età di tredici anni, grazie ai consigli di un amico, inizia a leggere e a procurarsi regolarmente la rivista Astounding prima e poi Galaxy, appassionandosi principalmente alle opere di Robert A. Heinlein ma, di fatto, leggendo tutto quello che usciva in edicola sulle pubblicazioni specializzate. Leggendo la pagina delle lettere dei lettori su tali riviste, Ted viene a conoscenza dell'esistenza di una vasta schiera di appassionati di fantascienza e del mondo del fandom. Grazie al ciclostile disponibile nella sua scuola, inizia ad apprendere le prime tecniche di stampa e, all'età di quattordici anni, acquista una rudimentale macchina per il ciclostile con la quale produce per breve tempo una fanzine di fumetti con Superman come protagonista. Allacciati contatti con editori di altre fanzine, Ted inizia a collaborare con esse, scrivendo brevi articoli e disegnandone a volte le copertine.
Nell'agosto del 1953, all'età di quindici anni, mette in stampa la sua prima vera fanzine (Zip), seppure con la limitata tiratura di 35 copie.
La sua carriera di scrittore inizia nel 1963 quando, in coppia con Marion Zimmer Bradley, pubblica il racconto Phoenix sulla rivista Amazing Stories. Tale racconto, successivamente riadattato, andrà a far parte del romanzo Il mondo di Qanar (Phoenix Prime) edito nel 1966. Nel 1964, in collaborazione con Terry Carr pubblica il romanzo breve Essi vennero dal futuro (Invasion from 2500) sotto lo pseudonimo di Norman Edwards. Nel 1968 vince il Premio Hugo come migliore scrittore fan (Best Fan Writer).
La sua attività di scrittore si intreccia con importanti incarichi assunti in campo editoriale e contemporaneamente con altri impegni in campo artistico. Dal 1963 al 1968 è vice caporedattore della rivista The Magazine of Fantasy and Science Fiction. Dal 1969 al 1978 diventa caporedattore di Amazing Stories e Fantastic, periodo nel quale la popolarità di queste riviste viene incrementata dalla sapiente opera di Ted White, che impone come linea editoriale la pubblicazione di racconti originali e la vasta trattazione di tematiche legate al mondo del fandom. Nella seconda metà del 1977 firma alcuni articoli sul mensile Unicorn Times sotto lo pseudonimo di Dr. Progresso aventi come argomento la musica rock di importazione. Tra il 1977 e il 1979 conduce un programma musicale per l'emittente radiofonica WGTB di Washington ancora sotto lo pseudonimo di Dr. Progresso. Nel biennio 1979/1980 è caporedattore del mensile di fumetti Heavy Meta, periodo questo relativamente breve ma sufficiente per imporre un nuovo stile alla rivista nella quale, tra l'altro, Ted White usa nuovamente lo pseudonimo di Dr. Progresso per firmare alcuni articoli di critica musicale. Nei due anni 1985 e 1986 è caporedattore della rivista Stardate, incarico che divide con David Bischoff.

## Opere
(elenco parziale; indicata la prima edizione italiana)

### Ciclo di Bob Tanner
- Nato d'uomo e di macchina (Android Avenger, 1965). Traduzione di Beata Della Frattina, Urania n. 794, Arnoldo Mondadori Editore, 1979
- La seconda missione di Bob Tanner o La macchina della morte (The Spawn of Death Machine, 1968). Traduzione di Beata Della Frattina, Urania n. 798, Arnoldo Mondadori Editore, 1979

### Ciclo di Qanar
- Il mondo di Qanar (Phoenix Prime, 1966). Traduzione di Marco Pensante, Fantasy Urania n. 21, Arnoldo Mondadori Editore, 1990
- La maga di Qar (The Sorceress of Qar, 1966). Traduzione di Maurizio Carità, Fantasy Urania n. 24, Arnoldo Mondadori Editore, 1990
- La dimensione dell’incantesimo (Star Wolf, 1971). Traduzione di Maura Arduini, Fantasy Urania n. 30, Arnoldo Mondadori Editore, 1990

### Altri romanzi
- Essi vennero dal futuro (Invasion from 2500, 1964), romanzo breve, con Terry Carr (come Norman Edwards).
- Il satellite pirata (The Secret of the Marauder Satellite, 1967). Traduzione di Fabio Feminò, Urania n. 1191, Arnoldo Mondadori Editore, 1992
- Il dono di Farhome (By Furies Possessed, 1970). Traduzione di Delio Zinoni, Urania n. 1027, Arnoldo Mondadori Editore, 1986

### Racconti
- Io, il boia (I, Executioner, 1963), con Terry Carr. Traduzione di Bianca Russo, ne I polimorfi e altri racconti, Urania n. 352, Arnoldo Mondadori Editore, 1964
- Visita alla famiglia (Only Yesterday, 1969). Traduzione di Lucia Ponzini, ne Il passo dell'ignoto, Omnibus, Arnoldo Mondadori Editore, 1972
- Il segreto della città (The Secret of the City, 1966), con Terry Carr. Traduzione di Stefano Carducci, in [Luna di caccia], Nova SF* a. III (XXI) n. 10 (52), Perseo Libri, 1987
- Stella (Stella, 1972). Traduzione di Annarita Guarnieri, ne Il mondo di Eifelheim, Quasar Fantascienza n. 2, Garden Editoriale, 1988
- Sotto il sole impazzito (Under the Mad Sun, 1975). Traduzione di Annarita Guarnieri, in Zanthodon, Quasar Fantascienza n. 3, Garden Editoriale, 1989
- E sopra, un altro mondo (...And Another World Above, 1974). Traduzione di Annarita Guarnieri, in Zanthodon, Quasar Fantascienza n. 3, Garden Editoriale, 1989
- Mercoledì, a mezzogiorno (Wenesday, Noon, 1968). Traduzione di Annarita Guarnieri, in Zanthodon, Quasar Fantascienza n. 3, Garden Editoriale, 1989